# Малая нарцина
Малая нарцина (лат. Narcine entemedor) — вид скатов рода нарцин семейства Narcinidae отряда электрических скатов. Это хрящевые рыбы, ведущие донный образ жизни, с крупными, уплощёнными грудными и брюшными плавниками в форме диска, выраженным хвостом и двумя спинными плавниками. Они способны генерировать электрический ток. Обитают в юго-восточной и центрально-восточной части Тихого океана на глубине до 100 м. Максимальная зарегистрированная длина 76,2 см.

## Таксономия
Впервые вид был научно описан в 1895 году. Генри Брайант Бигелоу и Уильям Чарльз Шрёдер отмечали, что этот вид является синонимом бразильской нарцины, обитающей в Атлантике, однако, эти скаты сильно отличаются и являются самостоятельными видами. Согласно другим источникам малая нарцина близкородственна виду Narcine bancroftii, который в свою очередь был выделен из вида бразильская нарцина, и может даже быть его синонимом. Видовой название происходит от слова исп. intimidator — «устрашитель».

## Ареал
Малые нарцины обитают в центрально-восточной и юго-восточной части Тихого океана в Калифорнийском заливе, у побережья Колумбии, Коста-Рики, Эквадора, Эль Сальвадора, Гватемалы, Гондураса, Мексики, Никарагуа, Панамы и Перу. Эти скаты встречаются на песчаном дне от зоны прибоя до глубины 100 м, иногда у края коралловых рифов.

## Описание
Максимальная зарегистрированная длина 76 см, по другим данным 93 см. У этих скатов овальные и закруглённые грудные и брюшные диски. Длина и ширина диска, образованного грудными плавниками, равны. Позади глаз имеются превышающие их по размеру брызгальца. Ноздри не разделены перегородкой на отдельные камеры. Зубы видны, даже когда рот закрыт. Длина хвоста равна длине диска. Латеральные кожные складки на хвостовом стебле отсутствуют. Имеются два спинных плавника, равных по величине. Кончики спинных и хвостового плавника треугольные. Кожа мягкая, ненатянутая, лишена чешуи и шипов. У основания грудных плавников перед глазами сквозь кожу проглядывают электрические парные органы в форме почек, которые тянутся вдоль тела до конца диска.
Окраска дорсальной поверхности тела серо-коричневого или коричневого цвета. Иногда на спине имеются пары бледных «глазков». Края спинных и хвостового плавника темнее основного фона, при этом имеют тонкую белую окантовку. Зарегистрирована поимка взрослой самки — частичного альбиноса, длиной 69 см.

## Биология
Малые нарцины являются донными рыбами, ведущими ночной образ жизни. Днём они неподвижно лежат на дне, зарывшись в грунт, а ночью переплывают на мелководье, чтобы охотиться. Рацион состоит в основном из полихет и асцидий, а также ракообразных, костистых рыб и моллюсков. Малые нарцины перемещаются по дну, опираясь на гибкие брюшные плавники. В случае опасности они демонстрируют характерное защитное поведение, отрываясь от грунта, изгибая спину и совершая кувырки в толще воды. Однажды после таких манипуляций скат приземлился на спину дайвера и оглушил его током.
У малых нарцин наблюдается половая сегрегация. Самки чаще встречаются в мелких заливах, особенно весной и ранним летом.
Малые нарцины размножаются яйцеживорождением, эмбрионы вылупляются из яиц в утробе матери и питаются желтком и гистотрофом. В помёте 4—15 новорожденных длиной 11—12 см, по другим данным 14—16 см, численность потомства зависит от размера матери. Репродуктивный цикл ежегодный, овуляция и оплодотворение происходят в июле и августе. В водах Мексики роды случаются в июне и июле. Беременность длится 10—12 месяцев. Продолжительность жизни самцов и самок составляет 11 и 15 лет, соответственно. На этих скатах паразитируют ленточные черви Acanthobothrium franus и A. inbiorium и веслоногие ракообразные Taeniacanthodes dojirii.

## Взаимодействие с человеком
Эти скаты не представляют интереса для коммерческого рыбного промысла, однако, в Калифорнийском заливе их добывают кустарным способом. Кроме того, они попадаются в качестве прилова при коммерческом промысле креветок методом траления и в жаберные сети. Также малые нарцины страдают от ухудшения условий среды обитания, связанного с антропогенным фактором: многие тихоокеанские эстуарии и заливы используют как фермы для разведения креветок. Данных для оценки Международным союзом охраны природы статуса сохранности вида недостаточно.